# Srebrny Niedźwiedź za najlepszą rolę główną
Srebrny Niedźwiedź za najlepszą rolę główną (niem. Silberner Bär/Beste Schauspielerische Leistung in einer Hauptrolle) – nagroda przyznawana corocznie na Międzynarodowym Festiwalu Filmowym w Berlinie dla najlepszej roli głównej w którymś spośród filmów konkursu głównego. Laureatkę lub laureata nagrody, po raz pierwszy przyznanej w 2021 roku, wybiera międzynarodowe jury konkursu głównego.
Wyróżnienie za najlepszą rolę główną i drugoplanową zastąpiło przyznawane wcześniej nagrody Srebrnego Niedźwiedzia dla najlepszego aktora oraz dla najlepszej aktorki po to, by nie różnicować aktorów ze względu na ich płeć. Berlinale było pierwszym międzynarodowym festiwalem, który zdecydował się na taki równościowy krok. Jeszcze w tym samym 2021 roku w ślad za nim podążył także MFF w San Sebastián, który również wprowadził neutralne płciowo nagrody aktorskie.
Jak dotychczas większość nagrodzonych stanowią role kobiece.

## Laureatki i laureaci Srebrnego Niedźwiedzia
| Rok  | Aktor/Aktorka  | Tytuł polski                        | Tytuł oryginalny                   |
| ---- | -------------- | ----------------------------------- | ---------------------------------- |
| 2021 | Maren Eggert   | Jestem twój                         | Ich bin dein Mensch                |
| 2022 | Meltem Kaptan  | Rabiye Kurnaz kontra George W. Bush | Rabiye Kurnaz gegen George W. Bush |
| 2023 | Sofía Otero    | 20 000 gatunków pszczół             | 20.000 especies de abejas          |
| 2024 | Sebastian Stan | Inny człowiek                       | A Different Man                    |
| 2025 | Rose Byrne     | Gdybym miała nogi, kopnęłabym cię   | If I Had Legs I'd Kick You         |